# Sheela
Pour les articles homonymes, voir Sheela (homonymie).
Sheela, née le 22 mars 1946 à Kanimangalam (en) dans le royaume de Cochin, est une actrice et productrice du cinéma indien qui travaille principalement dans le cinéma malayalam. En couple, au cinéma, avec Prem Nazir, ils détiennent le record du monde du plus grand nombre de films ensemble (130) en tant qu'héroïne et héros. En 2005, elle remporte le National Film Award de la meilleure actrice dans un second rôle pour son rôle dans le film malayalam Akale (en). Elle est l'une des actrices les plus populaires et les mieux payées de son époque, apparemment mieux payée que ses homologues masculins.

## Récompenses

### National Film Awards
- 2005 Meilleure actrice dans un second rôle – Akale (en)[2]

### Kerala State Film Awards
- 1969 – Meilleure actrice : Kallichellamma (en)
- 1971 – Meilleure actrice : Oru Penninte Kadha, Sarassayya, Ummachu
- 1976 – Meilleure actrice : Anubhavam
- 2004 – Meilleure actrice dans un rôle secondaire : Akale (en)

### Filmfare Awards South
- 1977 – Meilleure actrice en malayalam – Lakshmi (en)
- 2000 – Filmfare Award South de la meilleure carrière

### Filmfare Award South de la meilleure carrière
- 2007 – Prix Asianet pour l'ensemble des réalisations

### Autre prix
- 2007 : Prix Lux pour l'ensemble des réalisations
- 2006 : Prix Amira TV pour l'ensemble des réalisations
- 2019 : J. C. Daniel Award (en)
- 2019 : Prix Jayan Ragamalika
- 2020 : Malayala Puraskaram